# نديوكا

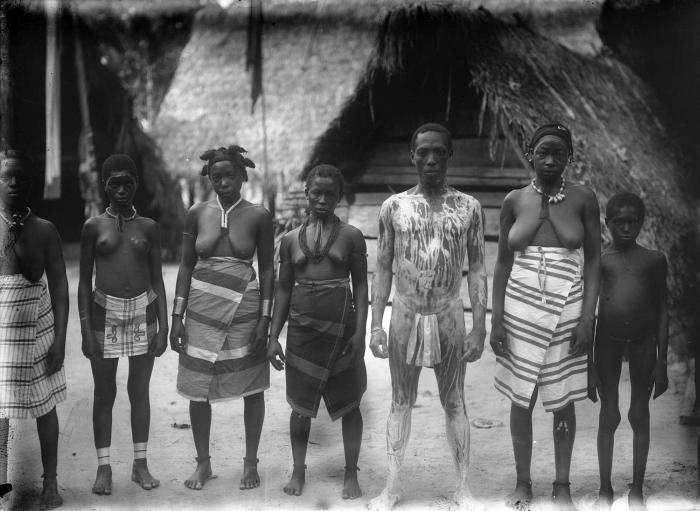

نديوكا هي اٍحدى شعوب المارون الستة المعروفة عموما ب زنوج الأدغال في جمهورية سورينام.